# Kevin Hagen
Kevin Hagen (Chicago, 3 aprile 1928 – Grants Pass, 9 luglio 2005) è stato un attore statunitense.

## Biografia
Nacque nell'Illinois, figlio di Haakon Olaf Hagen e Marvel Lucile Wadsworth, ballerini professionisti. Suo padre lasciò la famiglia quando Kevin aveva cinque anni. Fu allevato da sua madre, due zie e una nonna, con l'assistenza di uno zio medico. La famiglia si trasferì nell'Oregon quando Kevin era un adolescente. Frequentò la Jefferson High School, dove praticò il baseball e il calcio. Successivamente frequentò la Oregon State University prima di arruolarsi nella United States Navy dopo la seconda guerra mondiale.

## Carriera
All'età di 27 anni decise di intraprendere la carriera di attore, ottenendo successo soprattutto in ambito televisivo. Ottenne il suo primo ruolo regolare nel 1958 nella serie Yancy Derringer. In seguito partecipò a molte serie tv, alcune di grande successo, come Gli intoccabili, Ai confini della realtà, Perry Mason, Bonanza, La grande vallata e molte altre. Dal 1974 al 1983 vestì i panni del dottor Baker nella serie La casa nella prateria.

## Vita privata
Si sposò quattro volte. Il secondo matrimonio fu con l'attrice tedesca Susanne Cramer, con cui fu sposato dal 1967 al 1969, anno della morte di lei.
Nel 2004 gli venne diagnosticato un cancro esofageo, che lo portò alla morte l'anno seguente. Lasciò vedova la quarta moglie, Jan, con cui era sposato dal 1993 e un figlio, Kristopher, nato dal suo terzo matrimonio.

## Filmografia parziale

### Cinema
- Pistole calde a Tucson (Gunsmoke in Tucson), regia di Thomas Carr (1958)
- 38º parallelo: missione compiuta (Pork Chop Hill), regia di Lewis Milestone (1958)
- Una pallottola alla schiena (Rider on a Dead Horse), regia di Herbert L. Strock (1962)
- Il codice della pistola (The Man from Galveston), regia di William Conrad (1963)
- Rio Conchos, regia di Gordon Douglas (1964)
- Shenandoah - La valle dell'onore (Shenandoah), regia di Andrew V. McLaglen (1965)
- Sfida oltre il fiume rosso (The Last Challenge), regia di Richard Thorpe (1967)
- Ragazzo la tua pelle scotta (The Learning Tree), regia di Gordon Parks (1969)
- Il cacciatore di taglie (The Hunter), regia di Buzz Kulik (1980)
- Power - Potere (Power), regia di Sidney Lumet (1986)
- L'ambulanza (The Ambulance), regia di Larry Cohen (1990)

### Televisione
- Il tenente Ballinger (M Squad) – serie TV, episodio 1x05 (1957)
- The Gray Ghost – serie TV, episodio 1x02 (1957)
- General Electric Theater – serie TV, episodi 6x11-6x25-8x02 (1957-1959)
- Carovane verso il West (Wagon Train) – serie TV, 3 episodi (1957-1965)
- Goodyear Theatre – serie TV, episodio 1x14 (1958)
- Yancy Derringer – serie TV, 31 episodi (1958-1959)
- Have Gun - Will Travel – serie TV, 5 episodi (1958-1962)
- Scacco matto (Checkmate) – serie TV, episodio 1x03 (1960)
- Mr. Lucky – serie TV, episodio 1x21 (1960)
- Westinghouse Desilu Playhouse – serie TV, episodio 2x15 (1960)
- Outlaws – serie TV, episodio 1x14 (1961)
- Thriller – serie TV, 2 episodi (1961-1962)
- Maverick – serie TV, episodio 5x13 (1962)
- Il virginiano (The Virginian) – serie TV, 3 episodi (1962)
- Gli uomini della prateria (Rawhide) – serie TV, episodio 4x13 (1962)
- Gli intoccabili (The Untouchables) – serie TV, 2 episodi  (1961-1962)
- Indirizzo permanente (77 Sunset Strip) – serie TV, episodio 5x03 (1962)
- The New Breed – serie TV, episodio 1x27 (1962)
- G.E. True – serie TV, episodi 1x18-1x24 (1963)
- Dakota (The Dakotas) – serie TV, episodio 1x02 (1963)
- Hawaiian Eye – serie TV, episodio 4x22 (1963)
- The Lieutenant – serie TV, episodio 1x25 (1964)
- Ai confini della realtà (The Twilight Zone) – serie TV, 2 episodi (1960-1964)
- Perry Mason – serie TV, 2 episodi (1958-1965)
- Ai confini dell'Arizona (The High Chaparral) – serie TV, episodio 1x07 (1967)
- Bonanza – serie TV, 5 episodi (1961-1967)
- The Gallant Men – serie TV, episodio 1x22 (1963)
- A Man Called Shenandoah – serie TV, episodio 1x11 (1965)
- Branded – serie TV, episodio 2x03 (1965)
- La grande vallata (The Big Valley) – serie TV, 6 episodi (1965-1969)
- Daniel Boone – serie TV, 3 episodi (1965-1969)
- Squadra speciale anticrimine (The Felony Squad) – serie TV, episodio 1x04 (1966)
- Kronos - Sfida al passato (The Time Tunnel) – serie TV, episodio 1x11 (1966)
- Viaggio in fondo al mare (Voyage to the Bottom of the Sea) – serie TV, 2 episodi (1966-1968)
- Il grande teatro del West (The Guns of Will Sonnett) – serie TV, un episodio (1967)
- La terra dei giganti (Land of the Giants) – serie TV, 9 episodi (1968)
- Selvaggio west (The Wild Wild West) – serie TV, episodio 3x22 (1968)
- Lancer – serie TV, episodio 1x07 (1968)
- Cimarron Strip – serie TV, episodio 1x21 (1968)
- Missione impossibile (Mission Impossible) – serie TV, 3 episodi (1968-1971)
- Sui sentieri del West (The Outcasts) – serie TV, episodio 1x20 (1969)
- Ironside – serie TV, 2 episodi (1967-1972)
- M*A*S*H – serie TV, 2 episodi (1976-1978)
- Quincy (Quincy, M.E.) – serie TV, un episodio (1978)
- Hazzard (The Dukes of Hazzard) – serie TV, episodio 3x18 (1981)
- Fantasilandia (Fantasy Island) – serie TV, un episodio (1981)
- Professione pericolo (The Fall Guy) – serie TV, un episodi (1982)
- California (Knots Landing) – serie TV, un episodio (1982)
- Simon & Simon – serie TV, 2 episodi (1983)
- La casa nella prateria (Little House on the Prairie) – serie TV, 113 episodi (1974-1983)
- General Hospital – serie TV (1986)
- Matlock – serie TV, un episodio (1987)

## Doppiatori italiani
Nelle versioni in italiano delle opere in cui ha recitato, Kevin Hagen è stato doppiato da:
- Cesare Barbetti in Rio Conchos
- Mario Mastria in Sfida oltre il fiume rosso[1]
- Luca Ernesto Mellina ne La casa nella prateria (ep. 1x18, 1x20-1x21)[2]
- Silvano Tranquilli ne La casa nella prateria (st. 1-2, ep. 3x01-3x13, 3x18)[2]
- Guido De Salvi ne La casa nella prateria (ep. 3x16, st. 4)[2]
- Dario De Grassi ne La casa nella prateria (st. 5, ep. 6x06, 6x12, 6x14, 6x16)[2]
- Franco Odoardi ne La casa nella prateria (st. 6-9)[2]